# Шестоъгълна призма
Шестоъгълната призма е геометрично тяло (осмостен) с 8 лица (6 еднакви правоъгълника и 2 еднакви шестоъгълника), 18 ръба и 12 върха.
Обем на права правилна шестоъгълна призма:
{\displaystyle V={\frac {3{\sqrt {3}}}{2}}a^{2}\times h}
където a е дължината на страната на основата, а h е височината на призмата.

## Симетрия
Топологията на единна шестоъгълна призма може да има геометрични вариации на по-ниска симетрия, включително:
| Симетрия    | D6h, [2,6], (*622) | C6v, [6], (*66) | D3h, [2,3], (*322) | D3h, [2,3], (*322) | D3d, [2+,6], (2*3) |
| Конструкция | {6}×{},            |                 | t{3}×{},           |                    | s2{2,6},           |
| ----------- | ------------------ | --------------- | ------------------ | ------------------ | ------------------ |
| Изображение |                    |                 |                    |                    |                    |
| Изкривяване |                    |                 |                    |                    |                    |